# Bouddha du Temple de la Source
Le Bouddha du Temple de la Source (chinois simplifié : 鲁山大佛 ; chinois traditionnel : 魯山大佛 ; pinyin : Lǔshān Dàfó) est une statue représentant le Bouddha Vairocana située dans la municipalité de Zhaocun du xian de Lushan, dans la province du Henan, en Chine. Installée dans la zone touristique de Fodushan, près de la route nationale n°311, elle a été terminée en 2008.
La statue elle-même mesure 128 m, et le trône en forme de lotus mesure 22 m, ce qui en faisait lors de son inauguration la plus grande statue du monde, ; elle est dépassée en 2018 par la statue de l'Unité.

Plus grandes statues du monde. Le Bouddha est devancé par la statue de l'Unité mais est plus haut que la statue de la Liberté, la statue de la Mère-Patrie, le Christ Rédempteur et le David (Michel-Ange).

Quand le monument a été mesuré pour la première fois, la taille totale était de 153 m, le piédestal de 25 mètres n'étant pas encore construit. À partir d'octobre 2008, la colline sur laquelle le Bouddha se tenait a été refaçonnée pour former un piédestal en deux parties, dont la plus haute mesure 15 m. La taille totale officielle du monument est maintenant de 208 m. Le poids total de la statue est estimé à 1 000 tonnes.
Les plans de construction ont été annoncés peu de temps après que la construction de la statue du projet Maitréya par les concepteurs des plans indiens et britanniques a commencé à Bihar, dans le nord de l'Inde, cette dernière statue visant à devenir elle-même la plus grande statue du monde à la fin de sa construction.
Le prix du projet entier du temple du printemps a été estimé à environ 55 millions de dollars,  18 étant déboursés pour la statue seule. La partie externe est composée de pièces de cuivre estimées à un nombre de 1 100, et le poids total est estimé à 1 000 tonnes. Les plans de construction de cette statue de Bouddha ont été annoncés peu après la destruction des Bouddhas de Bâmiyân par les talibans en Afghanistan. La Chine a condamné cette destruction systématique de l'héritage bouddhiste d'Afghanistan.
Le « Bouddha du Temple de la Source » tire son nom de la proche source de Tianrui, source chaude crachant de l'eau à 60°C, réputée dans la région pour ses propriétés curatives.

## Galerie

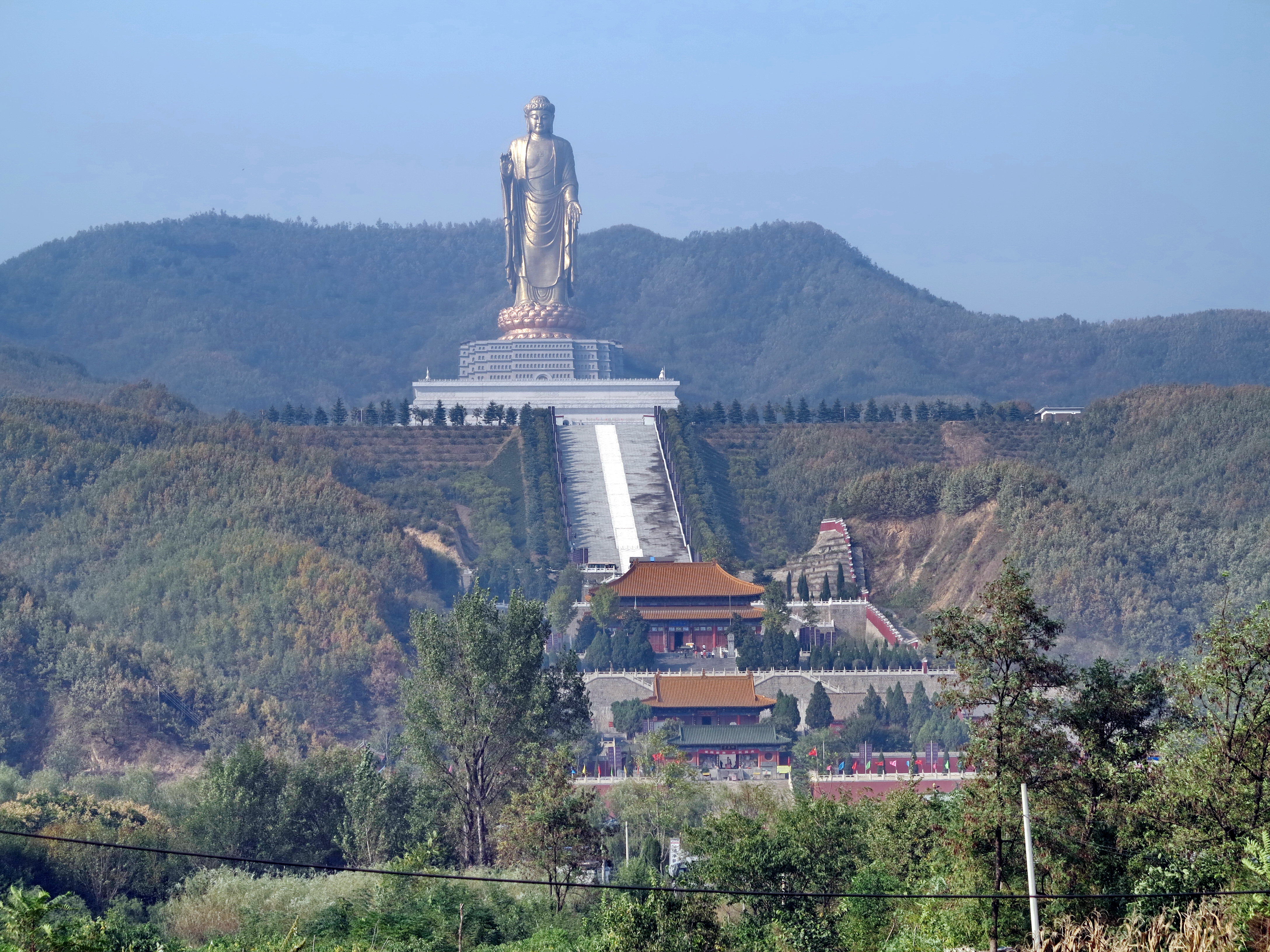
Vue générale.
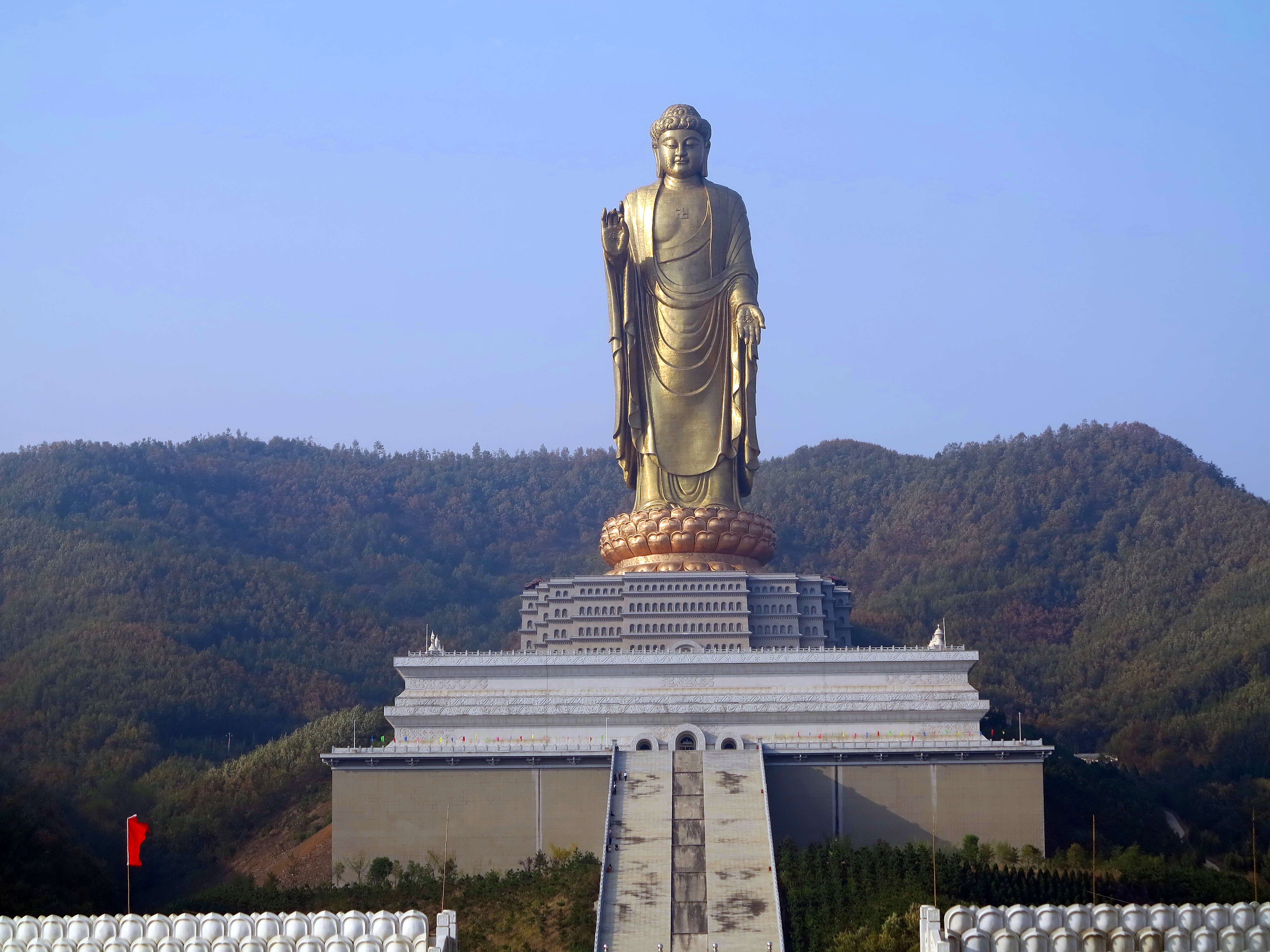
Vue générale.
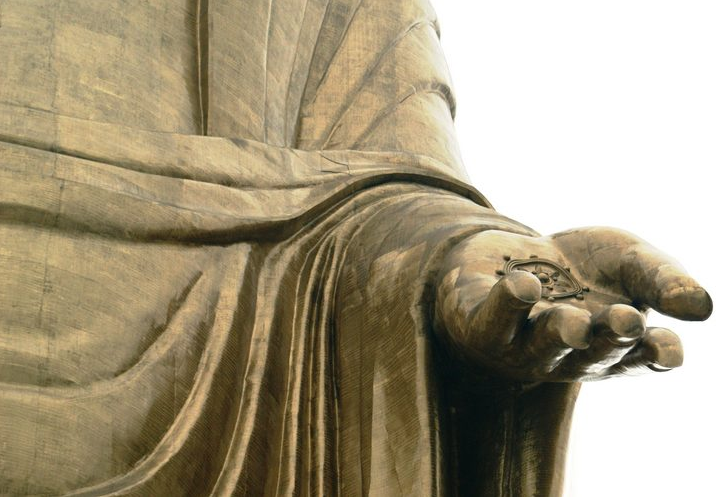
Détail d'une main.
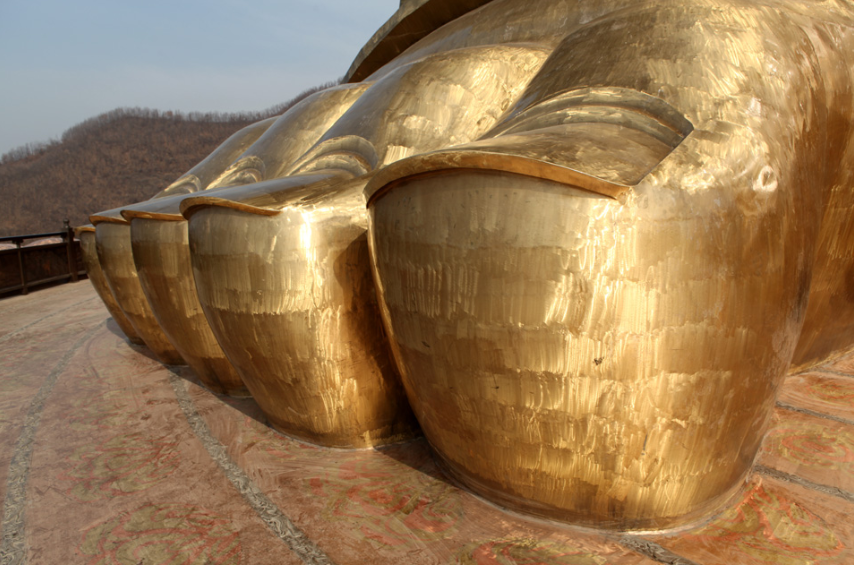
Détail d'un pied.